# Komondor
El komondor es una raza de perro guardián y pastor originaria de Hungría. Su principal característica es su llamativo pelaje de color blanco o marfil, largo, grueso y que cuelga en largos mechones que recuerdan a rastas o las cerdas de algunos tipos de trapeador.

## Apariencia
El komondor es un perro de gran tamaño y complexión robusta. Con una estatura mínima de 65 cm (hembras) a 90 cm (machos), y un peso de 40 a 80 kg, es de las razas más grandes que existen.[cita requerida] El pelaje de un perro adulto se compone de una capa interna fina y una capa externa de pelo rústico que se combinan formando los ya mencionados mechones. Este aspecto se obtiene de manera natural, aunque se requiere cierta ayuda para evitar los enredos.[cita requerida] La longitud de los cordones se incrementa a medida que el perro crece.[cita requerida] Tradicionalmente, este extraño pelaje protege al perro de los ataques de los lobos, que eran incapaces de morderlo a través de esta densa maraña.[cita requerida]

## Temperamento
Al igual que la mayoría de los perros de pastoreo, el komondor es un perro calmado y tranquilo siempre que la situación sea normal.[cita requerida] En caso de peligro defenderá valientemente los rebaños a su cargo, este instinto se refleja también con su familia y territorio, a los que tiende a proteger. Fue criado para pensar de manera independiente y tomar sus propias decisiones.[cita requerida] Es un perro afectuoso con la familia y gentil con los niños; si bien desconfía de los extraños, los aceptará al confirmar que no tienen malas intenciones. Es una raza muy atlética, capaz de saltar y atacar a cualquier depredador a fin de alejarlo, y se ha utilizado exitosamente para defender los rebaños contra osos y lobos.[cita requerida]
Por su tamaño, fuerza y rapidez, es imperativo que su dueño sea capaz de controlarlo; por ello es importante entrenar al animal y socializarlo, para evitar que desarrolle tendencias agresivas.[cita requerida]

## Salud
Por su historia como un perro de trabajo, es una raza con pocos padecimientos congénitos, y está sujeto a los mismos riesgos de salud que otras razas grandes, como la displasia de cadera y torsión gástrica.[cita requerida] Puede padecer algunos problemas originados por su largo pelaje, que presenta consideraciones de higiene. El komondor es una raza utilizada para rebaños y es muy efectiva y eficiente a la hora de realizar su trabajo.[cita requerida]